# Centroclisis vitanda

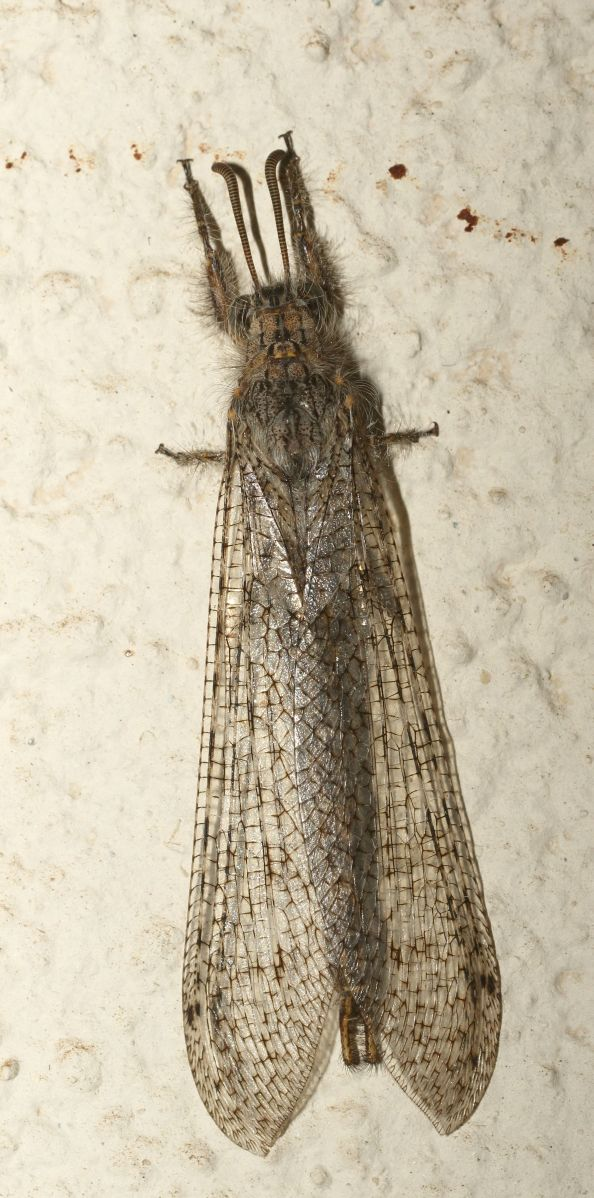
Centroclisis vitanda

Centroclisis vitanda är en insektsart som först beskrevs av Navás 1912.  Centroclisis vitanda ingår i släktet Centroclisis och familjen myrlejonsländor. Inga underarter finns listade i Catalogue of Life.